# Walther Ritz
Walther Ritz (22 de febrero de 1878 - 7 de julio de 1909) fue un físico teórico y matemático suizo. Es conocido por su trabajo con Johannes Rydberg sobre el principio de combinación de Rydberg-Ritz, así como por el procedimiento de cálculo variacional denominado método de Ritz.

## Biografía
Su padre, Raphael Ritz, originario de Valais, era un conocido artista, pintor de paisajes y de escenas de interior. Su madre era la hija del ingeniero Noerdlinger de Tübingen. Ritz estudió en Zúrich y Gotinga. Su muerte a la edad de 31 años ha sido atribuida a la tuberculosis (que contrajo en 1900), y a una pleuritis.

## Trabajos

### Crítica a la teoría electromagnética de Maxwell-Lorentz
No tan conocido es el hecho de que en 1908 Ritz produjo una larga crítica sobre la teoría electromagnética de Maxwell-Lorentz, en la que argumentaba que la conexión de la teoría con el éter luminiscente (véase la teoría del éter de Lorentz) la hacía "esencialmente inapropiada para expresar las leyes que comprenden la propagación de acciones electrodinámicas."
Ritz señaló siete objeciones a las ecuaciones del campo electromagnético de Maxwell-Lorentz:
- Las fuerzas eléctricas y magnéticas realmente expresan relaciones acerca del espacio y del tiempo y tendrían que ser reemplazadas por acciones elementales no instantáneas.
- El avance de los potenciales no existe (y su uso erróneo conduce a la catástrofe ultravioleta de Rayleigh-Jeans).
- La localization de la energía en el éter es imprecisa.
- Es imposible reducir la gravedad a las mismas ideas.
- La inaceptable desigualdad de acción y reacción queda implícitamente asociada al concepto de movimiento absoluto con respecto al éter.
- El aumento aparente de la masa relativista es adaptable a interpretaciones diferentes.
- El uso de coordenadas absolutas, si independientes de todos los movimientos de la materia, requiere renunciar al uso de la relatividad galileana y de las ideas aceptadas sobre los sólidos rígidos.

En cambio, consideraba que la luz no es propagada (en un medio) sino que es proyectada.

## Eponimia
- La ecuación de Ritz le debe su nombre.
- El cráter lunar Ritz lleva este nombre en su memoria.[4]